# Côte de la Montagne
La côte de la Montagne est une rue à Québec.

## Situation et accès
Cette voie est située dans le quartier Vieux-Québec—Cap-Blanc—colline Parlementaire de l'arrondissement La Cité-Limoilou, près de la place Royale. Elle est considérée comme la plus vieille rue de la ville,.
Au milieu de la côte, se trouve l'escalier dit « Casse-Cou » qui mène à la rue du Petit-Champlain. C'est le plus ancien escalier de Québec. La côte de la Montagne se termine à la rue Dalhousie dans la Basse-Ville, aux abords du fleuve Saint-Laurent.

## Origine du nom
L'explication la plus plausible de son nom vient de la configuration de la falaise à cet endroit. 
Une autre explication veut qu'elle aurait été nommée en l'honneur de Noël Jérémie dit Lamontagne, qui aurait habité une maison en haut de la côte à l'époque du régime français.

## Historique

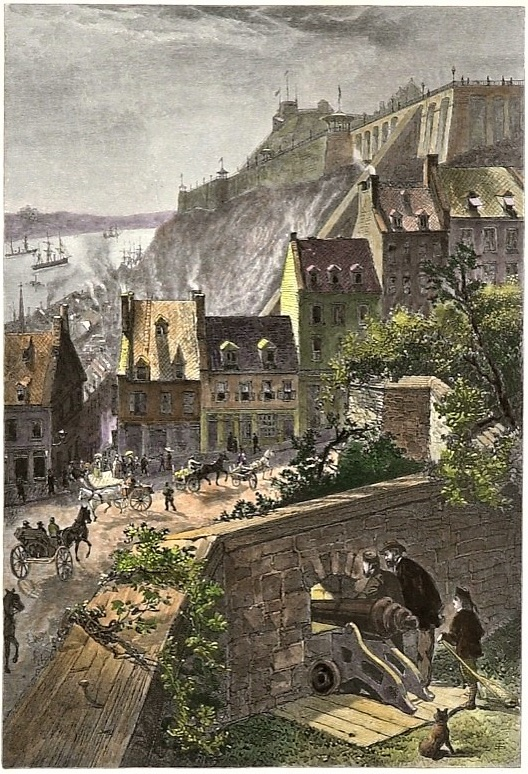
La côte de la Montagne dans les années 1880.

Tracée en 1620 par Samuel de Champlain afin de relier son Habitation au fort Saint-Louis situé en haut du Cap Diamant, elle fut pendant plusieurs années la seule artère reliant la Basse-Ville à la Haute-Ville de Québec.
Au début du XIXe siècle, elle a porté le nom de « côte de la Basse-Ville » et ce n'est qu'en 1866 qu'on lui a fait adopter le nom qu'elle porte aujourd'hui.
La côte est tracée de façon sinueuse, lorsqu'on la descend à partir de la rue des Remparts, on aperçoit en haut à gauche le Parc Montmorency, autrefois propriété de Jean Talon et où Monseigneur de Saint-Vallier, deuxième évêque de Québec, fit construire sa première résidence à la fin du XVIIe siècle. Celle-ci fut remplacée par le premier Hôtel du Parlement qui brûla en 1883. Un peu plus bas, sur le même côté, est situé l'emplacement du premier cimetière de Québec datant du régime français et indiqué par une croix. Au même niveau, s'élève la Porte Prescott, qui enjambe la rue. Une première porte avait été érigée en 1797 puis détruite en 1871. L'actuelle porte a été inaugurée en 1983 pour le 375e anniversaire de Québec.
De nos jours, en plus d'être une des artères touristiques principales du Vieux-Québec, la côte de la Montagne est prisée pour les compétitions sportives comme le Red Bull Crashed Ice ou le Grand Prix cycliste de Québec à cause de sa montée abrupte.
|  |  |

## Bâtiments remarquables et lieux de mémoire
- Maison Joseph-Canac-Dit-Marquis (ou Alphédé-Gagné-Roy)[5]

64, côte de la Montagne. Maison érigée sur l'un des plus anciens sites de la ville, classée bien culturel du Québec en 1968.
- Maison Gervais-Beaudoin  (ou Garon ou Gervais-Baudoin)[6]

54, côte de la Montagne, à l'angle de l'escalier du Casse-Cou, résidence urbaine en pierre érigée avant 1741 et restaurée en 1966.

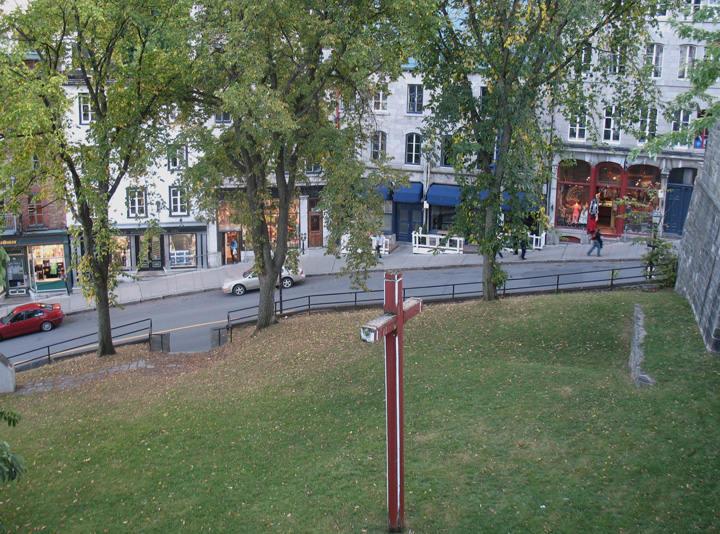
Emplacement du premier cimetière de Québec
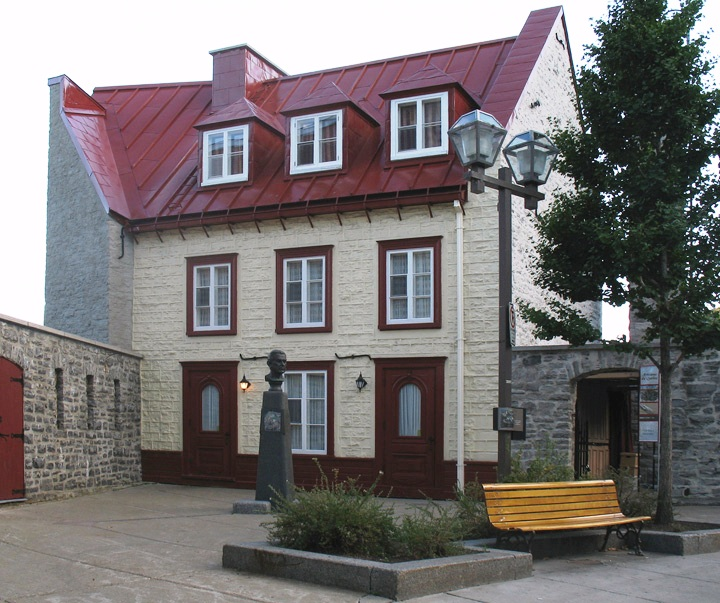
Maison Joseph-Canac-Dit-Marquis
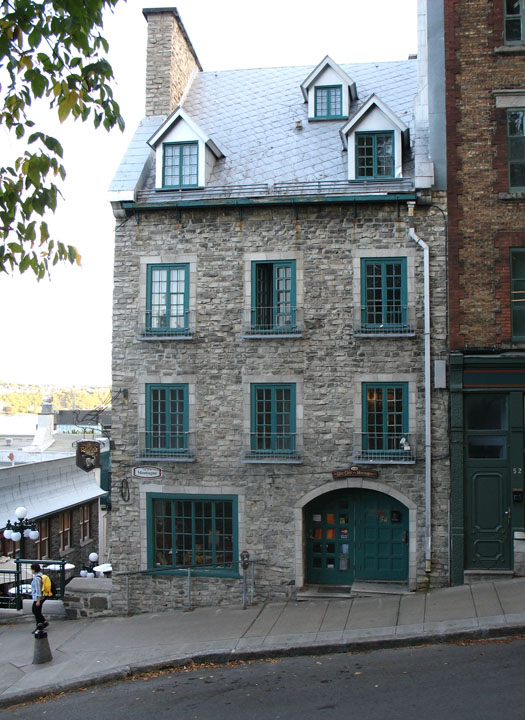
Maison Gervais-Beaudoin à l'angle de l'escalier Casse-Cou